# (228893) Gerevich
(228893) Gerevich est un astéroïde de la ceinture principale.

## Description
(228893) Gerevich est un astéroïde de la ceinture principale. Il fut découvert le 6 septembre 2003 à Piszkesteto par Krisztián Sárneczky et Brigitta Sipőcz. Il présente une orbite caractérisée par un demi-grand axe de 2,81 UA, une excentricité de 0,10 et une inclinaison de 4,9° par rapport à l'écliptique.

## Compléments